# Mueang Satun (huyện)
Mueang Satun (tiếng Thái: เมืองสตูล) là huyện thủ phủ (Amphoe Mueang) của tỉnh Satun, miền nam Thái Lan.

## Địa lý
Các huyện giáp ranh (từ phía tây bắc theo chiều kim đồng hồ) là: Tha Phae, Khuan Don của tỉnh Satun, bang Perlis của Malaysia và biển Andaman.
Vườn quốc gia đại dương Tarutao gồm các quần đảo Tarutao và Adang nằm ở huyện này. Một phần của khu vực biên giới của Thái Lan giáp Malaysia nằm ở Vườn quốc gia Thale Ban.

## Hành chính
Huyện này được chia thành 12 phó huyện (tambon), các đơn vị này lại được chia ra thành 67 làng (muban). The town (thesaban mueang) Satun nằm trên toàn bộ tambon Phiman. Có 3 thị trấn (thesaban tambon) – Chalung và Che Bi Lang, both nằm trên một phần của tambon cùng tên, và Khlong Khut nằm trên toàn bộ tambon Khlong Khut. Có 10 Tổ chức hành chính tambon.
| STT. | Tên         | Tên Thái   | Số làng | Dân số |  |
| ---- | ----------- | ---------- | ------- | ------ |  |
| 1.   | Phiman      | พิมาน       | -       | 21,498 |  |
| 2.   | Khlong Khut | คลองขุด     | 7       | 16.790 |  |
| 3.   | Khuan Khan  | ควนขัน      | 6       | 6.702  |  |
| 4.   | Ban Khuan   | บ้านควน     | 7       | 9.684  |  |
| 5.   | Chalung     | ฉลุง        | 14      | 11.989 |  |
| 6.   | Ko Sarai    | เกาะสาหร่าย | 7       | 4.848  |  |
| 7.   | Tanyong Po  | ตันหยงโป    | 3       | 2.829  |  |
| 8.   | Che Bilang  | เจ๊ะบิลัง     | 6       | 9.032  |  |
| 9.   | Tam Malang  | ตำมะลัง     | 3       | 4.850  |  |
| 10.  | Puyu        | ปูยู         | 3       | 2.869  |  |
| 11.  | Khuan Pho   | ควนโพธิ์     | 6       | 5.099  |  |
| 12.  | Ketri       | เกตรี       | 6       | 5.367  |  |